# Галлика
Галлика́ (фр. Gallica) — электронная библиотека Национальной библиотеки Франции и её партнеров. Была создана в 1997 году. На 2020 год насчитывает более 6 миллионов оцифрованных материалов разного вида: книги, журналы, газеты, фотографии, карикатуры, рисунки, эстампы, плакаты, карты, рукописи, античные монеты, партитуры, театральные костюмы и декорации, аудио и видеоматериалы. Все материалы библиотеки находятся в свободном доступе.
10 февраля 2010 года оцифрованная копия «Сцен из богемной жизни» Анри Мюрже (1913) стала миллионным документом Галлики. А в феврале 2019 года пятимиллионным документом стала копия рукописи «Запись о неудачной поездке в Вест-Индию», хранящейся в библиотеке Энгэмбертина.

## Описание
На 1 января 2020 года коллекция оцифрованных материалов Галлики насчитывала 6 миллионов документов из которых, 690 311 книг, 3 968 841 номер периодических публикаций (газеты и журналы), 1 468 952 экземпляров иллюстративных материалов, 144 859 рукописи, 176 341 карта, 51 055 партитур, 51 170 звуковых записей, 510 807 предметов и 1 705 видеозаписей. Большая часть фондов Галлики была переведена в текстовой формат с помощью оптического распознавания символов, что позволяет осуществлять полнотекстовый поиск в материалах библиотеки.
Каждый документ имеет цифровой идентификатор, так называемый ARK (англ. Archival Resource Key) Национальной библиотеки Франции и сопровожден библиографическим описанием.

## История
Оцифровка документов в Национальной библиотеке Франции началась в 1992 году. Целью первого проекта было создание цифровой коллекции включающей 300 000 экземпляров иллюстративных материалов, печатных изданий, видео- и звукозаписей.
Сама Галлика была создана в 1997 году под лозунгом «виртуальная библиотека порядочного человека» (фр. bibliothèque virtuelle de l'honnête homme). Вторая версия библиотеки была запущена в 2000 году. Сначала оцифрованные документы предлагались читателям в форме оцифрованных факсимиле, затем в формате изображений, а с недавнего времени и как файлы PDF и ePub.
В рамках Галлики был реализован проект оцифровки ежедневной французской прессы и периодических публикаций французских научных сообществ.
В 2005 году, в ответ на инициативу поисковика Google, директор Национальной библиотеки Франции Жан-Ноэль Жаннени (фр. Jean-Noël Jeanneney) опубликовал программный документ «Когда Google бросает вызов Европе» (фр. Quand Google défie l’Europe), где он выступает за разработку европейской и французской программы, которая бы стала альтернативой коммерческому проекту Google. После этого призыва Национальная библиотека Франции развернула массовую оцифровку своих фондов, особо уделяя внимание качеству оцифровки и проведению OCR-обработки документов.
В ноябре 2007 года был заключен договор с Safig, предусматривавший оцифровку 3 млн документов из расчета 1 млн документов в год.
Gallica2, третья версия Галлики, начала действовать с ноября 2007 года, прежняя версия оставалась при этом доступной для читателей. Благодаря библиотечному боту Lucene удалось объединить на уровне описания документов Галлику с европейской онлайн-библиотекой Europeana. Gallica2 предлагает персонализацию интерфейса, согласуя с потребностями каждого конкретного читателя.
Чтобы не отстать от Google, Галлика начинает проект интеграции в библиотеку произведений, подпадающих под авторское право. Поисковая машина библиотеки даёт доступ как к свободным, так и к «несвободным» документам. Через протокол метаданных OAI-PMH (англ. Open Archives Initiative Protocol for Metadata Harvesting) Галлика открывает доступ к другим онлайн-библиотекам, которые являются её партнерами.
В марте 2009 года произошло окончательное объединение Gallica и Gallica2. Новый интерфейс появился 19 февраля 2010 года.
12 января 2010 года в аналитическом докладе Тесcье (фр. Rapport Tessier) было заявлено о возможности самостоятельного, независимого от Национальной библиотеки Франции, существования Галлики.

## Коллекции
Коллекции Галлики организованы тематически, географически или по типам документов и сопровождаются статьями по следующим разделам :
- Искусство, досуг и спорт Архивная копия от 14 мая 2020 на Wayback Machine, включая тему лошадей и верховой езды;
- Право, экономика и политика Архивная копия от 14 мая 2020 на Wayback Machine;
- Литepaтypa Архивная копия от 14 мая 2020 на Wayback Machine;
- История Архивная копия от 14 мая 2020 на Wayback Machine;
- Наука Архивная копия от 14 мая 2020 на Wayback Machine;
- Философия и общественные науки Архивная копия от 13 мая 2020 на Wayback Machine;
- Африка Архивная копия от 14 мая 2020 на Wayback Machine;
- Северная и Южная Америка Архивная копия от 14 мая 2020 на Wayback Machine;
- Азия Архивная копия от 14 мая 2020 на Wayback Machine;
- Европа Архивная копия от 14 мая 2020 на Wayback Machine;
- Франция Архивная копия от 14 мая 2020 на Wayback Machine;
- Картографические материалы и глобусы Архивная копия от 14 мая 2020 на Wayback Machine;
- Звукозаписи Архивная копия от 14 мая 2020 на Wayback Machine;
- Иллюстративные материалы Архивная копия от 14 мая 2020 на Wayback Machine, такие как плакаты, печатные издания, фотографии;
- Книги Архивная копия от 14 мая 2020 на Wayback Machine;
- Рукописи Архивная копия от 14 мая 2020 на Wayback Machine;
- Предметы Архивная копия от 14 мая 2020 на Wayback Machine, в том числе монеты, медали, маски, куклы, произведения искусства и устройства для записи и проигрывания аудио, видео и мультимедийных материалов;
- Партитуры Архивная копия от 14 мая 2020 на Wayback Machine;
- Газеты и журналы Архивная копия от 14 мая 2020 на Wayback Machine;
- Видео Архивная копия от 14 мая 2020 на Wayback Machine, документальные фильмы и конференции.

## Коллекции на русском языке
- Картографические материалы Архивная копия от 24 июня 2020 на Wayback Machine
- Звукозаписи Архивная копия от 25 июня 2020 на Wayback Machine
- Книги Архивная копия от 26 июня 2020 на Wayback Machine
- Иллюстративные материалы Архивная копия от 25 июня 2020 на Wayback Machine
- Монеты Архивная копия от 25 июня 2020 на Wayback Machine
- Периодические издания Архивная копия от 27 июня 2020 на Wayback Machine
- Рукописи Архивная копия от 27 июня 2020 на Wayback Machine
- Партитуры Архивная копия от 25 июня 2020 на Wayback Machine

## Галлика white label
С 2013 года Национальная библиотека Франции предлагает партнерам, желающим создать свою собственную электронную библиотеку, использовать Галлику в качестве «белой этикетки» (фр. Gallica marque blanche). Приложение разрабатывается и поддерживается Национальной библиотекой, но партнер может создать свой собственный оригинальный интерфейс.
Национальная и университетская библиотека Страсбурга является первым учреждением, подписавшим партнерство с Национальной библиотекой Франции для создания своей электронной библиотеки Numistral Архивная копия от 5 мая 2020 на Wayback Machine, которая открылась 4 октября 2013 года. В январе 2020 года 8 цифровых библиотек уже работали на основе Галлики.